# Dimieni, Ilfov
Dimieni este un sat în comuna Tunari din județul Ilfov, Muntenia, România. Se află în partea central-sudică a județului, în Câmpia Vlăsiei. La recensământul din 2002 avea o populație de 187 locuitori.